# Benningen, Bayern
Benningen är en kommun och ort i Landkreis Unterallgäu i Regierungsbezirk Schwaben i förbundslandet Bayern i Tyskland.
Kommunen ingår i kommunalförbundet Memmingerberg tillsammans med kommunerna Holzgünz, Lachen, Memmingerberg, Trunkelsberg och Ungerhausen.